# Vienna Cherokees
Die Vienna Cherokees sind ein Lacrosse-Verein aus Wien. Der Club nahm seine Vereinstätigkeit am 1. Januar 2003 auf und war maßgeblich an der Gründung des Österreichischen Lacrosse-Verbandes (ÖLAXV) beteiligt.
Mit vier nationalen Meisterschaften im Herren- und einer im Damen-Lacrosse ist er der erfolgreichste österreichische Lacrosseverein.

## Ligen
Die Vienna Cherokees nehmen an der ÖLL (Österreichischen Lacrosse Liga) teil.

## Turniere
Neben den Spielen in der Liga nehmen die Vienna Cherokees an zahlreichen internationalen Turnieren in Deutschland, Tschechien, Irland, Holland, Ungarn, Slowenien, Slowakei und der Schweiz teil.

## Erfolge und Titel
- Damen: österreichischer Meister 2006, österreichischer Vizemeister 2007, 2008 und 2011
- Herren: österreichischer Meister 2006, 2007, 2008 und 2010, österreichischer Vizemeister 2009

### Weitere Erfolge
- Herren: Sieger der ersten internationalen Bern Open 2008
- Herren: 2. Platz bei den 5. Austrian Lacrosse Open 2009
- Herren: Sieger der ersten Swiss Box Lacrosse Open 2010
- Herren: 2. Platz bei den ersten Slovenian Lacrosse Open 2010
- Herren: 2. Platz bei dem 10. Isar Box Lacrosse Turnier 2012